# Tony Georges Roux
Tony Georges Roux, né le 3 juillet 1894 à Fontenay-sous-Bois et mort à Versailles le 17 septembre 1928, est un peintre français.

## Biographie
Antoine Georges Roux est le fils d'Alexandre Georges Roux (1853-1929), artiste peintre, et de Marie Victoire Adélaïde Pous.
Il épouse Irène Marie Cornélie Matthyssens, à Saint-Gilles (Bruxelles).
Il concourt de 1919 à 1922 pour le prix de Rome.
Il meurt à son domicile de Versailles à l'âge de 34 ans.